# 乌拉圭武装部队
烏拉圭武裝部隊（西班牙語：Fuerzas Armadas del Uruguay）是烏拉圭的武裝力量，分為陸軍、海軍、空軍，這三個部門在憲法上由烏拉圭總統透過國防部長指揮。積極參與聯合國維持和平部隊，烏拉圭國防部下轄烏拉圭南極研究所，在南極洲進行科學、後勤活動。

## 陸軍
國家陸軍（西班牙語：Ejército Nacional），於1811年成立，分為四個師，約15,000名士兵。

烏拉圭國家陸軍徽

## 海軍
國家海軍（西班牙語：Armada Nacional）於1817年成立，約5700人。

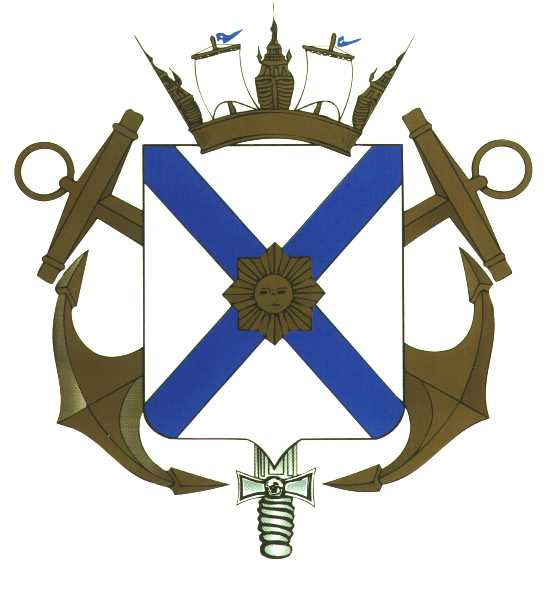
烏拉圭國家海軍徽
烏拉圭國家海軍旗

結構：
- 海軍總司令（Comando General de la Armada）
- 海軍總參謀長（Estado Mayor General de la Armada）
- 艦隊司令部（Comando de la Flota）
- 海軍物資局（Dirección General de Material Naval）
- 海軍人事局（Dirección General de Personal Naval）
- 海岸警衛隊（Prefectura Nacional Naval）

## 空軍
烏拉圭空軍（西班牙語：Fuerza Aérea Uruguaya）原本是國家陸軍的一部分，在1953年成立。約2100人，分為三個航空旅，共七個中隊。

烏拉圭空軍徽
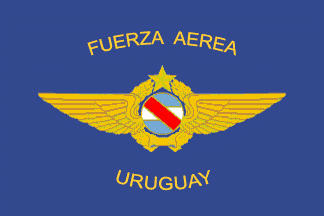
烏拉圭空軍旗
烏拉圭空軍國籍標誌

裝備：
- A-37蜻蜓式攻擊機
- C-130運輸機